# Gare de La Porcherie
La gare de La Porcherie est une halte ferroviaire française de la ligne des Aubrais - Orléans à Montauban-Ville-Bourbon, située sur le territoire de la commune de La Porcherie, dans le département de la Haute-Vienne, en région Nouvelle-Aquitaine.
C'est une halte de la Société nationale des chemins de fer français (SNCF) desservie par les trains du réseau TER Nouvelle-Aquitaine.

## Situation ferroviaire
Établie à 434 m d'altitude, la gare de La Porcherie est située au point kilométrique (PK) 443,475 de la ligne des Aubrais - Orléans à Montauban-Ville-Bourbon, entre les gares ouvertes de Saint-Germain-les-Belles et Masseret.

## Histoire

### Fréquentation
Selon les estimations de la SNCF, la fréquentation annuelle de la gare figure dans le tableau ci-dessous.
| Année               | 2015  | 2016  | 2017  | 2018  | 2019  | 2020  | 2021  | 2022  | 2023  |
| ------------------- | ----- | ----- | ----- | ----- | ----- | ----- | ----- | ----- | ----- |
| Nombre de voyageurs | 4 962 | 4 509 | 2 569 | 2 613 | 3 740 | 3 009 | 2 804 | 4 510 | 6 865 |

## Service des voyageurs

### Accueil
Elle est équipée de deux quais latéraux avec un abri voyageurs sur chaque quai, encadrant deux voies. Le changement de quai se fait par un passage à niveau.

### Dessertes
La gare est desservie par des trains du réseau TER Nouvelle-Aquitaine (ligne Limoges - Brive-la-Gaillarde).

### Intermodalité
La gare est en correspondance avec les cars régionaux via la ligne R07 et son service de transports à la demande.